# Heidi Mittermaier
Heide Mittermaier, coniugata Fischer, detta Heidi (Monaco di Baviera, 28 gennaio 1941), è un'ex sciatrice alpina tedesca che gareggiò per la nazionale tedesca occidentale e, ai IX Giochi olimpici invernali di Innsbruck 1964, per la Squadra Unificata Tedesca.

## Biografia
Sciatrice polivalente originaria di Reit im Winkl, dove i genitori possedevano un albergo, e sorella di Evi e Rosi, a loro volta sciatrici alpine, Hedi Mittermaier debuttò in campo internazionale in occasione delle SDS-Rennen 1958 (Grindelwald, 8-11 gennaio), dove si classificò 46ª nella discesa libera, 50ª nel secondo slalom gigante e 29ª nella combinata; nel prosieguo di quella stagione si piazzò 2ª nel primo slalom gigante delle Drei-Gipfel-Rennen (Arosa, 21-23 marzo) e in quella successiva vinse lo slalom speciale delle SDS-Rennen (Grindelwald, 7-9 gennaio 1959).
Nel 1960 fu 3ª nello slalom speciale del trofeo Arlberg-Kandahar (Sestriere, 1-3 aprile); esordì ai Campionati mondiali a Chamonix 1962 (10-18 febbraio), dove si classificò 21ª nella discesa libera, 27ª nello slalom gigante e non completò lo slalom speciale, e nel 1963 si piazzò 2ª nello slalom speciale di Bad Hindelang (14 aprile). Ai IX Giochi olimpici invernali di Innsbruck 1964 (29 gennaio-9 febbraio), sua unica presenza olimpica, fu 23ª nella discesa libera, 22ª nello slalom gigante, 10ª nello slalom speciale e 9ª nella combinata, disputata in sede olimpica ma valida solo ai fini dei Mondiali 1964; ai Mondiali di Portillo 1966 (5-14 agosto), suo congedo agonistico, si classificò 20ª nella discesa libera e non completò lo slalom speciale.

## Palmarès

### Classiche
SDS-Rennen
- 1 vittoria (slalom speciale a Grindelwald 1959)

### Campionati tedeschi
- 4 ori (slalom speciale, combinata nel 1963; slalom gigante, combinata nel 1966)[10]